# Trióda

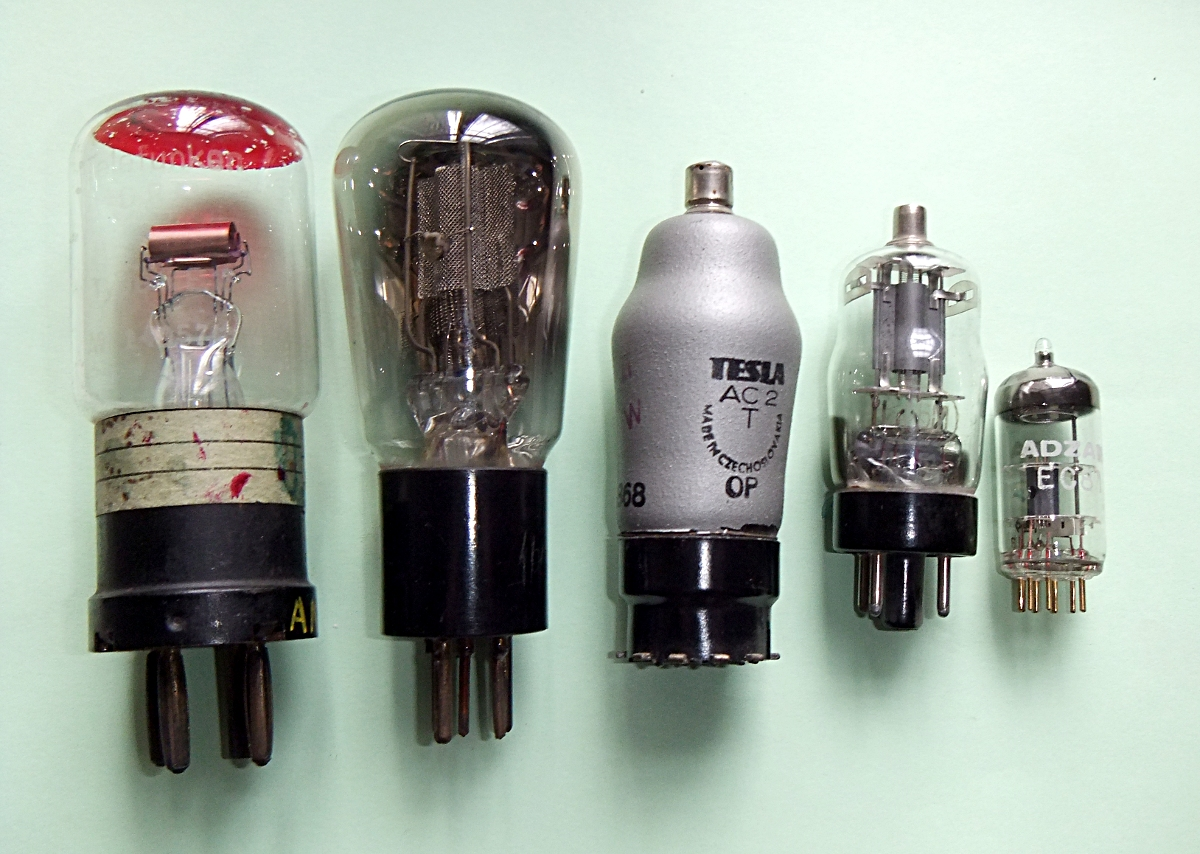
Különféle triódák

A trióda három elektródát tartalmazó áramköri elem, szűkebb értelemben elektroncső, ami erősítésre alkalmas.
A három elektróda: 
- katód (negatív, ezt kell fűteni),
- anód (pozitív),
- rács (vezérlőelektróda)

A trióda félvezető változata a tranzisztor.